# Liste der Stolpersteine in Böhl-Iggelheim
Die Liste der Stolpersteine in Böhl-Iggelheim enthält die Stolpersteine, die im Rahmen des gleichnamigen Kunst-Projekts von Gunter Demnig in Böhl-Iggelheim verlegt wurden. Mit ihnen soll an die Opfer des Nationalsozialismus erinnert werden, die in Böhl-Iggelheim lebten und wirkten.

## Liste der Stolpersteine
| Adresse             | Name             | Inschrift | Verlegedatum  | Bild | Anmerkung |
| ------------------- | ---------------- | --------- | ------------- | --- | --------- |
| Buschgasse 32 ·     | Max Blum         |           | 10. Juli 2015 | Bild gesucht Der Benutzer GeorgDerReisende ( Diskussion ) wünscht sich an dieser Stelle ein Bild vom Ort mit diesen Koordinaten 49.363412 8.309326 . Motiv: Stolpersteine für Familie Blum Falls du dabei helfen möchtest, erklärt die Anleitung , wie das geht. BW             |           |
| Buschgasse 32 ·     | Johanna Blum     |           | 10. Juli 2015 | |           |
| Buschgasse 32 ·     | Franziska Blum   |           | 10. Juli 2015 | |           |
| Buschgasse 32 ·     | Kurt Blum        |           | 10. Juli 2015 | |           |
| Buschgasse 32 ·     | Edmund Blum      |           | 10. Juli 2015 | |           |
| Langgasse 1 ·       | Michael Mayer    |           | 10. Juli 2015 | Bild gesucht Der Benutzer GeorgDerReisende ( Diskussion ) wünscht sich an dieser Stelle ein Bild vom Ort mit diesen Koordinaten 49.365514 8.30853 . Motiv: Stolpersteine für Familien Mayer und Süssel Falls du dabei helfen möchtest, erklärt die Anleitung , wie das geht. BW |           |
| Langgasse 1 ·       | Susanne Mayer    |           | 10. Juli 2015 | |           |
| Langgasse 1 ·       | Mathilde Süssel  |           | 10. Juli 2015 | |           |
| Langgasse 1 ·       | Hannelore Süssel |           | 10. Juli 2015 | |           |
| Langgasse 1 ·       | Helga Süssel     |           | 10. Juli 2015 | |           |
| Luitpoldstraße 40 · | Moritz Wälder    |           | 10. Juli 2015 | Bild gesucht Der Benutzer GeorgDerReisende ( Diskussion ) wünscht sich an dieser Stelle ein Bild vom Ort mit diesen Koordinaten 49.361702 8.311156 . Motiv: Stolpersteine für Familie Wälder Falls du dabei helfen möchtest, erklärt die Anleitung , wie das geht. BW           |           |
| Luitpoldstraße 40 · | Rosa Wälder      |           | 10. Juli 2015 | |           |
| Sandgasse 41 ·      | Katharina Bug    |           | 12. Mai 2018  | Bild gesucht Der Benutzer GeorgDerReisende ( Diskussion ) wünscht sich an dieser Stelle ein Bild vom Ort mit diesen Koordinaten 49.3675 8.30134 . Motiv: Stolpersteine für Familie Bug Falls du dabei helfen möchtest, erklärt die Anleitung , wie das geht. BW                 |           |
| Sandgasse 41 ·      | Jakob Bug        |           | 12. Mai 2018  | |           |